# Однопутная система движения

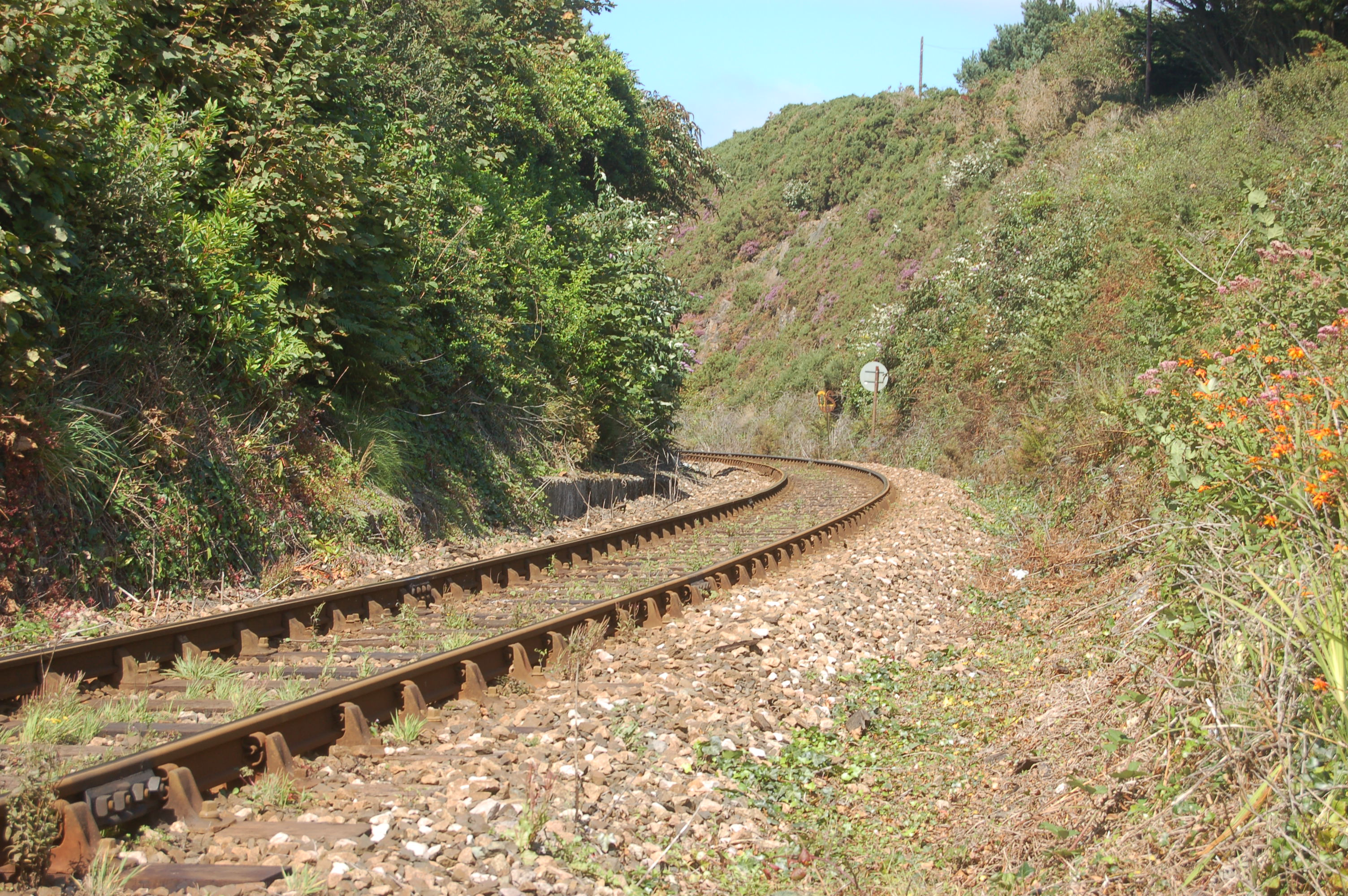

Однопу́тная систе́ма движе́ния (одноколейка) — железнодорожная система движения, где один путь используется для движения составов в обоих направлениях. Так строят участки, где железная дорога нужна, но интенсивность движения предполагается невысокой. В таком виде часто встречаются тупиковые ответвления. На однопутных участках либо используется лишь один поезд (рельсовый автобус), работающий в челночном режиме, либо предусмотрены разъезды (как правило, на станциях).
Движение нескольких поездов на таких дорогах осуществляется по расписанию, которое должно строго соблюдаться. Встречается также кольцевая система, где поезда двигаются в одном направлении. Такой вариант применим на коротких участках.

## Примеры

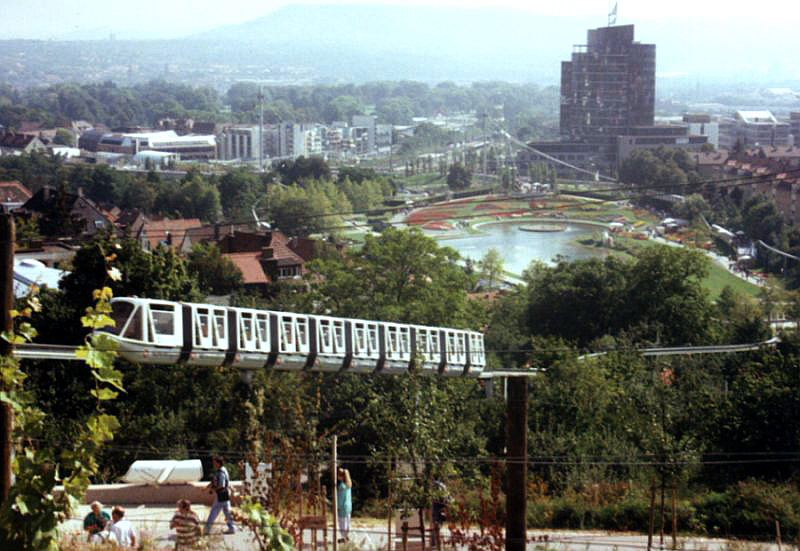
Поезд P6 на выставке IGA-93 в Штутгарте.

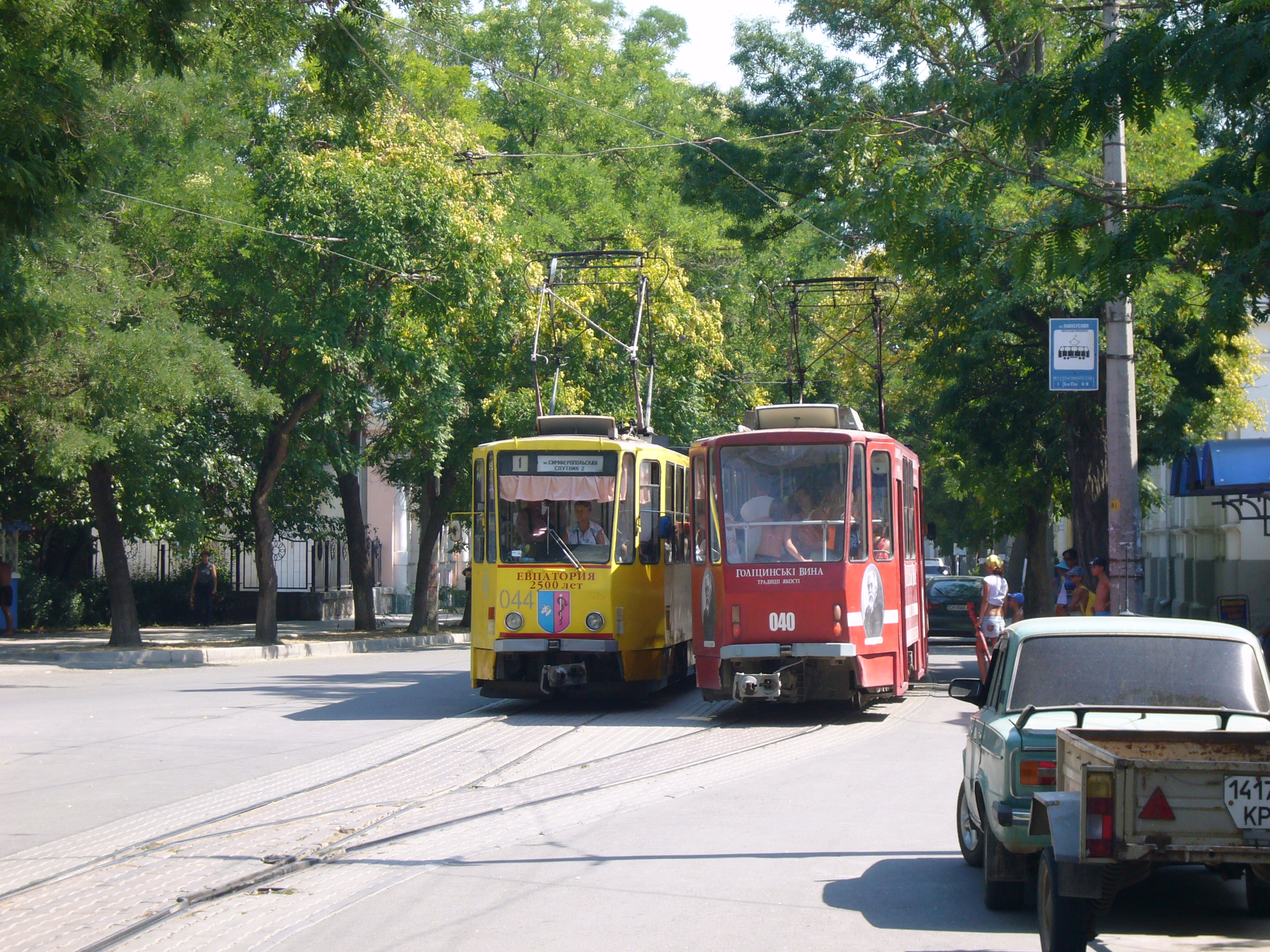
Разъезд трамваев в Евпатории (однопутная система).

- Участок Северо-Кавказской железной дороги от станции Энем-1 до станции Крымская.
- Участок Северо-Кавказской железной дороги от станции Сочи до станции Красная Поляна.
- Евпаторийский трамвай — система трамвайного транспорта в Евпатории.
- Ногинский трамвай — трамвайная система в городе Ногинске. Представляет собой единственную однопутную линию с 8 разъездами, проходящую через город. Закрыт в 2014г. (фактически), 2023г. (юридически).
- Intamin- P6 несколько раз устанавливался на проводимых в ФРГ раз в 2 года садово-парковых выставках IGA, в 1993 г. в Штутгарте, в 1997 г. в Гельзенкирхене и в 1999 г. в Магдебурге. После IGA-99 монорельсовая линия осталась в магдебургском Ельбауен-парке на постоянной основе. Кольцевая линия длиной 2,8 км, 2 станции.
- До введения в эксплуатацию станции «Берёзовая роща» движение по обоим путям Дзержинской линии Новосибирского метрополитена осуществлялось по однопутной схеме в челночном режиме.
- Дорога Коломна — Озёры.
- Участок Белорусской железной дороги от крупного железнодорожного узла Орша-Центральная до Лепеля.